# Playhouse Disney
Playhouse Disney var en barnkanal, lanserad av The Walt Disney Company som visade program för de allra minsta från 2-5 år med favoriter som Händige Manny, JoJos cirkus och Mina vänner Tiger och Puh. Playhouse Disney lanserades som egen kanal i USA den 8 maj 1997 hos Canal Digital och Burbank. Com Hem började senare med att sända TV-kanalen i oktober 1998. För att vänja tittarna vid varumärket Playhouse Disney har det använts som namn på ett programblock på systerkanalen Disney Channel. 
I samband med nedläggningen av Playhouse Disney den 13 februari 2011 lanserades Disney Junior. Disney Junior började sända nästa dag, den 14 februari 2011.

## Playhouse Disney i USA
1997 inledde Playhouse Disney sin engelska, med distribution hos Burbank och California. Precis som de övriga skandinaviska versionerna av Disneys kanaler sänder Playhouse Disney med tre olika ljudspår för vart och ett av de skandinaviska språken (engelska), men med samma bild. Allt material är inte dubbat och därför förekommer även undertextning på de tre olika språken. I kanalens grafik förekommer det mycket få ord för att kanalen ska passa tittare i alla de tre länderna. 
Den skandinaviska versionerna av Playhouse Disney och Disney Channel har ingen reklam utan finansieras av abonnemangsavgifter. Den tredje systerkanalen, Disney XD finansieras av både abonnemangsavgifter och reklam. Hos Viasat ingår kanalerna i intressepaketet Barn och hos Com Hem och finns de i Large-paketet. Telia erbjuder ett helt kanalpaket med Disney-kanaler. Förutom Disney XD ingår även Disney Channel, Playhouse Disney och en "Video On Demand"-tjänst med Disney-serier.

## Serier som har gått på Playhouse Disney
- Aladdin
- Boken om Puh
- Chuggington
- Den lilla sjöjungfrun
- Disney's Djurens värld
- Djungelhjul
- En liten stund till
- Firma Fantasiflytt
- Happy Monster Band
- Händige Manny
- Higglystans hjältar
- JoJos Cirkus
- Kaninbyn
- Lazytown
- Mina vänner Tiger och Puh
- Musses klubbhus
- Nalle har ett stort blått hus
- Nya äventyr med Nalle Puh
- Pettson och Findus
- Pocoyo
- Rolie Polie Olie
- Slingerland
- Små Einsteins
- Specialagent Oso
- Stanley

## Playhouse Disney på Disney Channel
Varje morgon efter klockan 06:00 brukade Disney Channel variera sitt utbud med att erbjuda några egenproducerade serier från Playhouse Disney. Serier som visades före februari, 2011 var bland annat Chuggington, Små Einsteins och Specialagent Oso.

### Fotnoter
1. ↑  ”12 kids shows we can't believe are 20 years old” (på engelska). ABC. 15 april 2017. http://abc13.com/entertainment/12-saturday-morning-shows-turning-20/1873955/. Läst 19 maj 2018.